# Francesc Xavier Coll i Gilabert
Francesc Xavier Coll i Gilabert (Ivars d'Urgell, 22 de febrer de 1949) és un polític català, diputat al Parlament de Catalunya en la VI Legislatura.
Enginyer agrònom per l'Escola Tècnica Superior d'Enginyers Agrònoms de Madrid (ETSIAM) i diplomat en el programa d'alta direcció d'empreses (PADE) de l'Institut d'Estudis Superiors de l'Empresa (IESE). Fou president de la Cooperativa d'Ivars d'Urgell (1987-2000), president de la Junta de Govern del Canal d'Urgell (1993-1999), vocal de la Junta de Govern de la Confederació Hidrogràfica de l'Ebre (1993-1999) i de la Junta d'Obres de l'Embassament de Rialb (1997-1999).
Fou elegit diputat per la província de Lleida a les eleccions al Parlament de Catalunya de 1999 dins les llistes de Convergència i Unió, on hi anava com a independent. Ha estat director general de Producció Agrària i Innovació Rural de la Conselleria d'Agricultura, Ramaderia i Pesca de la Generalitat de Catalunya fins al 2004.